# Tanngnjostr und Tanngrisnir

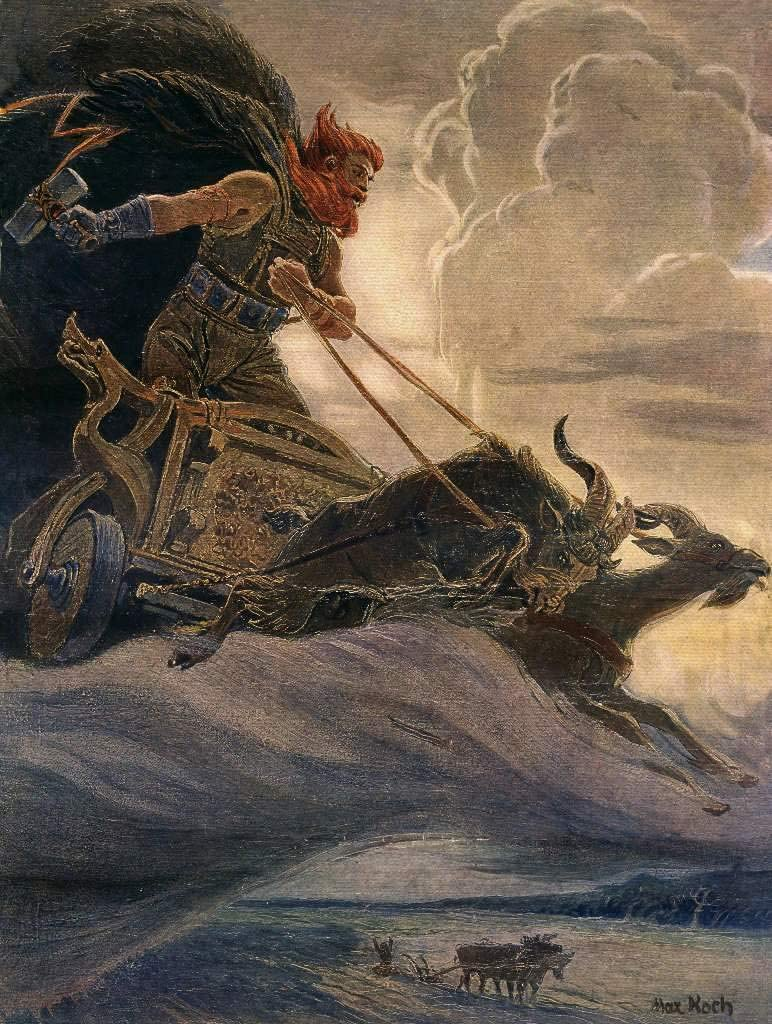
Germanischer Gott Thor über den Gewitterwolken mit seinen beiden Ziegenböcken – Gemälde von Max Koch, etwa 1905

Tanngnióstr (Zähneknirscher) und Tanngrisnir (Zähneblecker) auch als Thors Böcke bekannt, sind in der Nordischen Mythologie Thors Ziegenböcke, die dessen Wagen ziehen.
Die Namen bedeuten übersetzt: „Mit den Zähnen knirschend, Zahnknirscher“, aus dem altnordischen „Tann“ für Zahn und „gnjóstr“ vom Verb „gnísta“ für aneinanderreiben. Tanngrisnir wird ebenfalls mit Zahnknirscher, beziehungsweise mit der Bedeutung „Auseinanderstehende Zähne“, übersetzt. Die Namen werden dahin gedeutet, dass sie lautmalend das Geräusch des in Zacken niederfahrenden Blitzes nachahmen, analog zu dem lautmalenden Geräusch durch den fahrenden Wagen Thors als der Donner (siehe Öku-Thor).
Insbesondere werden die Böcke in Snorri Sturlusons Prosa-Edda, in der Gylfaginning Kapitel 21, 44 beschrieben. Da die persönlichen Namen nur bei Snorri erscheinen, ist davon auszugehen, dass diese dessen Erfindung sind.

„Þórr á hafra ii er svá heita: Tanngnióstr ok Tanngrisnir ...“

„Þórr besitzt zwei Böcke Tanngnióstr und Tanngrisnir ...“

„Þat er upphaf þessa máls, at Öku-Þórr fór með hafra sína ok reið ok með honum sá áss, er Loki er heitir.“

„Dies ist der Anfang der Erzählung, dass Öku-Þórr mit seinen Ziegenböcken aufbrach, und mit ihm und seinem Wagen der Ase Loki“

Der skandinavische Brauch des „Julbockes“, einer Ziege aus Stroh, die als Weihnachtsschmuck verwendet wird, geht auf Thors Ziegen zurück.

## Deutungen
In der Forschung zur germanischen Religion und der Vergleichenden Mythologie wurde besonders die Szene in der Gylfagnig Kap. 44 diskutiert und interpretiert, in der Thor die Böcke verspeiste und reinkarnierte, wiedererweckte. Das Motiv der Verspeisung eines Tieres und dessen anschließender Wiedererstehung findet sich in der nordisch-germanischen Mythologie ebenfalls bei Snorri in der Gylfagning Kap. 38 wieder – in dem Eber Sæhrímnir.

„..Koma þeir at kveldi til eins búanda ok fá þar náttstað. En um kveldit tók Þórr hafra sína ok skar báða. Eftir þat váru þeir flegnir ok bornir til ketils. En er soðit var, þá settist Þórr til náttverðar ok þeir lagsmenn. Þórr bauð til matar með sér búandanum ok konu hans ok börnum þeira. Sonr búanda hét Þjálfi, en Röskva dóttir. Þá lagði Þórr hafrstökurnar útar frá eldinum ok mælti, at búandi ok heimamenn hans skyldu kasta á hafrstökurnar beinunum. Þjálfi, sonr búanda, hélt á lærlegg hafrsins ok spretti á knífi sínum ok braut til mergjar. Þórr dvalðist þar of nóttina. En í óttu fyrir dag stóð hann upp ok klæddi sik, tók hamarinn Mjöllni ok brá upp ok vígði hafrstökurnar. Stóðu þá upp hafrarnir, ok var þá annarr haltr eftra fæti. Þat fann Þórr ok talði, at búandinn eða hans hjón myndu eigi skynsamliga hafa farit með beinum hafrsins. Kennir hann, at brotinn var lærleggrinn. Eigi þarf langt frá því at segja. Vita mega þat allir, hversu hræddr búandinn mundi vera, er hann sá, at Þórr lét síga brýnnar ofan fyrir augun, en þat er hann sá augnanna, þá hugðist hann falla mundu fyrir sjónum hans einum saman. Hann herði hendrnar at hamarskaftinu, svá at hvítnuðu knúarnir. En búandinn gerði sem ván var ok öll hjúnin, kölluðu ákafliga, báðu sér friðar, buðu at yfirbótum allt þat, er þau áttu. En er hann sá hræðslu þeira, þá gekk af honum móðrinn, ok sefaðist hann ok tók af þeim í sætt börn þeira, Þjálfa ok Röskvu, ok gerðust þau þá skyldir þjónustumenn hans, ok fylgja þau honum jafnan síðan.“

„..Sie (Thor und Loki) kamen des Abends zu einem Bauern und erhielten Nachtquartier von ihm. Vor dem Nachtessen packte Thor seine Böcke und schlachtete sie beide. Dann wurden sie enthäutet und für den Kessel zurechtgemacht. Und als sie gar gekocht waren, da setzte sich Thor mit seinem Gefährten zum Essen. Er lud den Bauern mit Frau und Kindern dazu ein; der Sohn des Bauern hieß Thjalfi, die Tochter Röskva. Da legte Thor die Bocksfelle vor dem Feuer auf den Boden und sagte, der Bauer und die Seinen sollten die Knochen auf die Felle werfen. Thjalfi, der Bauernsohn, faßte den Schenkelknochen des Bocks, spaltete ihn auf seinem Messer und brach ihn auseinander, um zu dem Mark zu gelangen. Thor übernachtete dort. Im Morgengrauen, vor Tage, stand er auf, kleidete sich an, nahm den Hammer Mjölnir, erhob ihn und weihte die Bocksfelle. Da standen die Böcke auf. Der eine aber lahmte am Hinterfuß. Thor bemerkte das und sagte, der Bauer oder seine Hausgenossen wären wohl mit den Knochen nicht schonend umgegangen; er wies darauf hin, dass der Schenkelknochen gebrochen war. Wir brauchen hierbei nicht lange zu verweilen: jeder kann sich selbst die Angst des Bauern vorstellen, als dieser sah, wie Thor seine Wimpern über die Augen senkte; und so wenig von den Augen zu sehen blieb, so meinte er doch zu Boden sinken zu müssen vor dem bloßen Blick des Gottes; dieser umspannte den Hammerschaft so fest mit den Händen, dass seine Knöchel weiß wurden. Der Bauer benahm sich, wie zu erwarten war, und ebenso die Seinen. Sie wehklagten laut, baten um Schonung und boten all ihre Habe als Buße an. Und als er ihre Angst sah, da verging ihm der Zorn, und besänftigt nahm er zum Ausgleich ihre Kinder an, Thjalfi und Röskva. Sie wurden zu seinem Dienst verpflichtet und begleiteten ihn seitdem immer.“

„Fóroð lengi, áðr liggia nam hafr Hlórriða hálfdauðr fyrir; var scirr scǫculs scaccr á banni, enn því inn lævísi Loki um olli. Enn ér heyrt hafið - hverr kann um þa goðmálugra gørr at scilia -, hver af hraunbúa hann laun um fecc, er hann bæði galt born sín fyrir“

„Sie fuhren nicht weit, da fiel plötzlich Hlorridis Bock halbtot nieder: dem Leitseilsläufer lahmte ein Bein; das war Lokis, des listigen, Werk. Gehört habt ihr - kann hiervon wohl noch mehr melden ein Mährenkenner? -, was Thor als Lohn vom Thursen nahm, der beide Kinder als Buße gab.“

Die Geschichte von der Mahlzeit deutet Jan de Vries als eine Anspielung auf das Ritual beim Tieropfer, welches unter anderem verbot, die Knochen zu beschädigen, und sieht einen Zusammenhang mit dem Vegetationskult. Kaarle Krohn führt die Erzählung auf Legenden und Sagen im Volksglauben zurück, die im Mittelalter in ganz Europa verbreitet waren. Die Erzählung habe nur geringe mythische Bedeutung und erschöpfe sich in der Verbindung von Þórr mit Ziegenböcken. Vilhelm Grønbech geht auf das Schlachten und Wiederauferstehen der Ziegenböcke im Zusammenhang mit seiner These vom Kultdrama ein: Die Ziegenböcke repräsentierten die Heilige Herde, die dem Opfernden durch den Verzehr ihr Wesen schenke, ohne dabei selbst an Lebenskraft zu verlieren. Die Knochen seien heilig und dürften nicht verletzt werden.
Rudolf Simek deutet den Mythos der Verspeisung und Wiederherstellung der Böcke ebenfalls als einen alten Opferritus, die so auch außerhalb des germanisch-paganen Kontextes nachweisbar sind. Zudem spielen hier schamanistische Züge eine wichtige Rolle, da im schamanistischen Ritus das Schlachten – Thors folgende Anweisung die abgenagten Knochen auf das abgebalgte Fell zu werfen –, und die Reinkarnation als eine Form der Kontaktaufnahme zur geistigen Welt der Götter sei. Franz Rolf Schröder untersuchte die Bedeutung der Böcke, beziehungsweise der Ziege, innerhalb der germanischen Mythen und Kulte mit denen der anderen indogermanischen Kulturen und semitischen Kulturen Mesopotamiens unter den Aspekten der Opferung, der Fruchtbarkeitsriten, und der Verkörperung und Attribute einzelner Gottheiten.